# Jawiszowice
Jawiszowice est une localité polonaise de la gmina de Brzeszcze, située dans le powiat d'Oświęcim en voïvodie de Petite-Pologne.